# 極道の妻たち 赤い殺意
『極道の妻たち 赤い殺意』（ごくどうのおんなたち あかいさつい）は、1999年公開の日本映画。監督は、関本郁夫。主演は、高島礼子。通称『極妻（ごくつま）』シリーズの第11作目。高島が極妻の主演は第1作目。高島は『極妻』シリーズ主演は、岩下志麻、十朱幸代、三田佳子に続いで4代目となる。
これまでの『極妻』シリーズは東映制作作品だったが、本作から東映ビデオ制作作品となった。本作では、大阪を舞台にヤクザの跡目問題に絡んだ幹部の対立と、それに巻き込まれた堅気の息子夫婦が極道の世界に踏み込んでいく様子が描かれている。
キャッチコピーは、「女ざかり、極妻参上！」。

## あらすじ
大阪のヤクザ組織・高須組主催の盆踊り大会が地域住民を交えて地元で開かれるが、踊りの輪に紛れた何者かにより高須組長（名古屋章）が刺殺されてしまう。堅気として暮らす組長の息子・俊之（野村宏伸）は新妻・由紀（高島礼子）との新婚旅行中に父の死の一報を受けて2人で急遽帰国する。高須組の本宅に初めて訪れた由紀は若頭・田所（永島敏行）の妻・寿美（かたせ梨乃）たち組員妻に自己紹介し、葬儀後、俊之の反対も聞かず夫婦で義母・綾（野川由美子）と本宅で暮らすことを決める。
高須組の今後を考えた綾は近日中に二代目を決めるよう幹部たちに指示すると、その後の緊急幹部会では若頭・田所を推す声が高まる。しかし当の田所が「俊之に跡目を継がせたい」と言い出したことから、戸田（六平直政）や根元紘一（中尾彬）たち幹部から反感を買ってしまう。田所に説得された俊之は一週間悩んだ後、綾と由紀の前で背中に入れたばかりの刺青を見せて跡目を継ぐ意志を固めたことを告げる。田所が幹部会で俊之の二代目襲名を決意したことを伝えるが、翌日、俊之と由紀が外出先で何者かに銃で撃たれ俊之が亡くなってしまう。
一命を取り留めた由紀は寿美に見守られながらしばらく入院生活を送るが、綾と田所は俊之の死にショックを受ける。その頃、根元は人を使って俊之と前組長を襲撃したことを戸田に打ち明けて手を組み、高須組は田所派と根元派に分かれてしまう。密かに根元と戸田の犯行を知った由紀は退院後、俊之の死に責任を感じて綾に別れを告げ、根元の妻が経営するクラブで働き始める。寿美に仇討ちを気づかれた由紀は引き止められるが、背中に入れた刺青を見せて極道の妻としてもう後戻りできないことを伝える。
高須組幹部全員が根元派に回り組の利権は根元と戸田に独占されたため、田所は話をつけに根元の事務所に訪れる。田所の遺体が発見された後、根元たちに夫を殺されたことを知った寿美は、由紀の復讐に協力することに。仇討ち決行の日、由紀はクラブに来店した戸田を色仕掛けでホテルに誘うと、先に部屋で待つ由紀のもとに戸田が現れる。由紀は室内に隠れていた寿美と銃で脅して戸田に電話で根元を呼び出させた後、夫を殺された恨みを2人で晴らそうとする。

## キャスト
高須由紀
演 - 高島礼子
26歳。数年前まで大阪の商社でOLをしていた、ごく一般的な女性。普段はサバサバしており快活な性格だが、正義感と義理人情に厚く一度自分で決めたことは考えを貫く芯の強さも持つ。阪神大震災で家族を亡くし仕事を辞めて炊き出しのボランティアをしていた所、俊之と出会い冒頭で結婚した。俊之との結婚をきっかけに妻としてヤクザの生活に関わり始める。
田所寿美（たどころすみ）
演 - かたせ梨乃
軍治の妻。高須組の妻の中では綾に次いでNo.2的存在。その後組員が田所派と根元派に分かれると根元に付いていこうとする他の組員妻たちに忠告する。高須組の先輩妻として精神的に由紀を支える存在となる。姉御肌で勘も鋭い。元化粧品の訪問販売員で間違えて田所の組事務所に訪れたことが縁で妻となった。

### 高須組の主な組員
根元紘一
演 - 中尾彬
56歳。田所の弟分で組の中ではNo.2の存在。表向き控え目な性格で慎重派を装っているが、実際には策士で高須組組長の座を虎視眈々と狙っている。戸田から東洋銀行の支店長を紹介され裏で強い繋がりを持つなど、次第に本性を現し高須組を牛耳ろうとする。
戸田
演 - 六平直政
陽造の弟分。根元から「オジキ」と呼ばれている。俊之が二代目を継ぐことに難色を示す。作中の東洋企業グループの総会屋を担い、高須組の資金調達をしてきた。俊之の死後自ら根元を支える立場になることを申し出て彼に従い始める。陽造の死後、由紀に好意を持つようになる。
田所軍治
演 - 永島敏行
高須組若頭。周りから頭(かしら)と呼ばれている。陽造に憧れて高須組の組員となり30年になる。寿美と結婚した直後に7年間服役したことがある。組長の実子である俊之を気にかけている。これからのヤクザは“切った張った”の時代ではなく、堅気に迷惑をかけない真っ当な極道の時代という考え方を持つ。
タカシ
演 - 諸星和己
高須組の若手組員。以前から田所を支持している。じゅんを愛しておりヤキモチを焼くこともあるがシャイな所があり人前では否定している。東洋銀行に融資を断られた知人と共に銀行に話をつけに行くが、その後根元とトラブルになる。
水原大樹
演 - 古田新太
高須組組員。数年前に殺人罪で広島刑務所に服役中。俊之とは幼馴染の親友。堅気の道を選んだ俊之を称えており、前組長の死後面会に訪れた彼に極道の世界に入らないよう助言する。

### 高須家
高須俊之
演 - 野村宏伸
高須夫妻の実子で高須組組員たちから「若(わか)」と呼ばれる。28歳。組長の息子だが大学卒業後に親の許しを得て堅気として運送業を営んでいる。ヤクザの世界に興味なかったが、高須組所属で服役中の親友の面会をしたことで考えを変え組に関わっていく。
高須綾
演 - 野川由美子
陽造の妻。本家の姐さん。若い頃は身勝手な陽造に振り回されよく泣かされていた。ヤクザである陽造の妻として辛い思いをしてきたため、俊之がヤクザになることには反対の立場を取っている。俊之の妻となった由紀との嫁姑の仲は良く、実の娘のように思いやりを持って接している。懐が深い性格だが時に組長妻として凄みを見せる。
高須陽造
演 - 名古屋章
高須組組長。67歳。高須組を一代で築き上げた。朗らかでだいぶ落ち着いたが、妻の綾によると結婚した頃は血気盛んで自分勝手な性格だったがどこか憎めないタイプだったとのこと。

### 組員の主な妻たち
根元まり子
演 - 二宮さよ子
紘一の妻。俊之が義理掛け(作中では、ヤクザが結婚式や葬式を挙げる時に参列者がその組にご祝儀や香典などの名目で金を集めること。一種の興行のようなものと説明されている。)をせず海外でささやかな挙式を済ませたため「もう少し組のことも考えて欲しい」と嘆く。普段はクラブのママとして働いている。
水原三矢子
演 - 海野けい子
大樹の妻。夫が服役中は周りから浮気を疑われやすいため、他の男と2人きりで会うことがないよう寿美から釘を刺される。高須組長夫妻から不景気な中、組がやっていけるのは水原のおかげと感謝されている。
真下じゅん
演 - 中野若葉
タカシの妻。普段はソープ嬢をしている。さらにその稼ぎで個人で貸金業をしており取り立てでは脅し文句を使ったり、タカシに金を貸した時もきっちり利息を取る。金に関してはシビアな性格だが意外と余計な一言を言ったり遅刻が多いなど抜けている所もある。

### その他の組員
黒木
演 - 渡嘉敷勝男
高須組幹部組員。昔ながらの任侠道のヤクザのやり方を好んでいる。田所を支持していたが、彼が堅気で年も若い俊之を二代目組長に押したことで反旗を翻し、その後根元派となる。
室井
演 - 五代高之
高須組幹部組員。俊之が二代目組長になることに不快感を示し、その後根元派となる。
大森功
演 - 柴田耕作
田所派の若手組員のリーダー的存在。実は周りに隠れて三矢子と不倫関係を続けていたが、その秘密を知った根元に引き抜かれて根元派に寝返る。
ミノル
演 - 俊藤光利
田所派の若手組員。タカシと親しい。高須組に派閥が生じ、組の幹部が田所の召集に応じないことに怒った所、幹部を撃つよう大森から銃を渡される。
村岡
演 - 迫英雄
田所派の若手組員。タカシと親しい。田所を支持していた高須組の幹部がこぞって根元派に寝返ったことに腹を立てる。

### その他
山本
演 - 曽我廼家文童
自動車工場の経営者。元々バブル期に東洋銀行から高額な融資を受けていたが不況で不渡りを出して返せなくなり、妻子にも見捨てられた。じゅんからも金を借りていたことから彼女とタカシに相談する。
歌手
演 - 河内家菊水丸
冒頭の高須組主催の盆踊り大会で櫓(やぐら)に乗って、人々が踊るための音頭を歌う。
東洋銀行の銀行員
演 -
東洋銀行大阪支店に勤める。几帳面で真面目そうな性格だが、以前ソープでじゅんと裸の付き合いをしたことがある。
庄司
演 - 伊藤敏八
辻村
演 - 石山雄大
東洋銀行の幹部。検察に呼ばれて高須組との関係を問い詰められたことに悩み、以前から東洋銀行と関係のある戸田と密会して対応を仰ぐ。
黒木房江
演 - 浅沼麗子
容子
演 - 森順子
春香
演 - 夏樹
室井亜紀
演 - 小出華津
畑中
演 - 河本忠夫
森
演 - 北方侯
庄司国子
演 - 浜崎涼子
豊田
演 - 中島俊二
役人
演 - 林哲夫
美咲
演 - 岡本典子
沙織
演 - 河合綾子
ハンナ
演 - 石井亜可理
鴇田
演 - 五十嵐義弘
美佐子
演 - 園英子

## スタッフ
- 監督 - 関本郁夫
- 製作 - 日下部五朗
- プロデューサー - 本田達男、 小柳憲子
- 原作 - 家田荘子（文藝春秋刊）
- 脚本 - 中島貞夫
- 企画 - 山村俊史、井波洋
- 撮影 - 水巻祐介
- 音楽 - 大島ミチル
- 音楽プロデューサー - 津島玄一
- 美術 - 野尻均
- 編集 - 荒木健夫
- 録音 - 佐俣マイク
- スクリプター - 野口多喜子
- スチール - 渡邉俊夫
- 音響効果 - 竹本洋二、 和田秀明
- 助監督 - 平田博志
- 照明 - 沢田敏夫
- 整音 - 堀池美夫
- 衣裳 - 大本猛
- スタイリスト - 今村文子、松島三季、斎藤真喜子

## 劇中歌
- 主題歌「都会の雀」

作詞：吉岡治、作曲：杉本眞人、歌：島津亜矢
- 「Body Feels EXIT」

作詞・作曲：小室哲哉／原曲は、1995年に安室奈美恵が歌唱した。
高須組組員の妻たちの集まりで、妻の1人がカラオケで歌唱する。